# Puchar CEV siatkarek (2001/2002)
Puchar CEV siatkarek 2001/2002 – 22. sezon turnieju rozgrywanego od 1980 roku, organizowanego przez Europejską Konfederację Piłki Siatkowej (CEV) w ramach europejskich pucharów dla żeńskich klubowych zespołów siatkarskich "starego kontynentu".

## Drużyny uczestniczące
- Teuta Durrës
- VC Tirana
- "Die Kärntner" Klagenfurt
- Sparkasse Feldkirch
- TI TWK Innsbruck
- Dauphines Charleroi
- Isola Tongeren
- Dobrinja Sarajewo
- Jelovica Tuzla
- Atlant Baranowice
- Lewski Siconco Sofia
- Mladost Zagrzeb
- OK Vukovar
- ŽOK Rijeka
- AEK Kition
- AEL Limassol
- Apollon Limassol
- Anorthosis Famagusta
- DHG Odense
- Caja de Ávila
- CV Benidorm
- Universidad Granada
- La Rochette Volley
- RC Villebon 91
- DJK Karbach
- USC Münster
- Filathlitikos Saloniki
- Panathinaikos Ateny
- Davshanim Raanana
- Edison Volley Modena
- Marine Consulting Ravenna
- VenetoBanca Minetti Vicenza
- Speks-R Riga
- RSR Walfer
- VC Mamer
- Longa 59 Lichtenvoorde
- Sliedrecht Sport
- Vanilla Weert
- Klepp VBL
- Skra Warszawa
- Academico Famalicao
- CS Madeira
- Dinamo Bukareszt
- Universitatea Amici Bacău
- Proton Bałakowo
- Stinol Lipieck
- Crvena zvezda Belgrad
- Poštar 064 Belgrad
- Radnički Jugopetrol Belgrad
- VC Kanti Schaffhausen
- VBC Glaronia
- Katrineholm VK
- Galatasaray SK
- İller Bankası Ankara
- Yeşilyurt Stambuł
- Galychanka Termopile

## Rozgrywki

### Runda wstępna
| Data       | Drużyna 1                   | Wynik | Drużyna 2            | Sety                              |
| ---------- | --------------------------- | ----- | -------------------- | --------------------------------- |
| 03.11.2001 | DHG Odense                  | 3:2   | TI TWK Innsbruck     | 16:25, 27:25, 25:20, 22:25, 15:11 |
| 09.11.2001 | DHG Odense                  | 3:1   | TI TWK Innsbruck     | 23:25, 25:21, 25:23, 25:20        |
| 03.11.2001 | Jelovica Tuzla              | 0:3   | Speks-R Riga         | 17:25, 13:25, 10:25               |
| 04.11.2001 | Jelovica Tuzla              | 0:3   | Speks-R Riga         | 14:25, 19:25, 11:25               |
| 03.11.2001 | VC Mamer                    | 3:1   | AEL Limassol         | 25:12, 21:25, 25:13, 25:21        |
| 10.11.2001 | VC Mamer                    | 2:3   | AEL Limassol         | 19:25, 25:18, 20:25, 25:18, 11:15 |
| 10.11.2001 | Kanti Schaffhausen          | 3:0   | Teuta Durrës         | 25:16, 25:8, 25:20                |
| 11.11.2001 | Kanti Schaffhausen          | 2:3   | Teuta Durrës         | 19:25, 22:25, 25:12, 25:23, 9:15  |
| 04.11.2001 | Radnički Jugopetrol Belgrad | 1:3   | Lewski Siconco Sofia | 20:25, 25:19, 13:25, 11:25        |
| 10.11.2001 | Radnički Jugopetrol Belgrad | 0:3   | Lewski Siconco Sofia | 21:25, 16:25, 17:25               |

### Faza grupowa

#### Grupa A
Benidorm
Tabela
| Lp. | Drużyna                | Pkt | Mecze | Mecze | Mecze | Sety | Sety | Sety  | Małe punkty | Małe punkty | Małe punkty |
| Lp. | Drużyna                | Pkt | M     | W     | P     | wyg. | prz. | ratio | zdob.       | str.        | ratio       |
| --- | ---------------------- | --- | ----- | ----- | ----- | ---- | ---- | ----- | ----------- | ----------- | ----------- |
| 1   | Lewski Siconco Sofia   | 6   | 3     | 3     | 0     | 9    | 4    | 2.250 | 279         | 274         | 1.018       |
| 2   | CV Benidorm            | 5   | 3     | 2     | 1     | 8    | 7    | 1.143 | 321         | 294         | 1.092       |
| 3   | Longa 59 Lichtenvoorde | 4   | 3     | 1     | 2     | 5    | 7    | 0.714 | 259         | 275         | 0.942       |
| 4   | DJK Karbach            | 3   | 3     | 0     | 3     | 5    | 9    | 0.556 | 290         | 306         | 0.948       |

Wyniki
| Data       | Drużyna 1            | Wynik | Drużyna 2            | Sety                              |
| ---------- | -------------------- | ----- | -------------------- | --------------------------------- |
| 07.12.2001 | DJK Karbach          | 2:3   | Lewski Siconco Sofia | 19:25, 25:14, 23:25, 26:24, 6:15  |
| 07.12.2001 | CV Benidorm          | 3:2   | L'59 Lichtenvoorde   | 22:25, 21:25, 25:18, 25:16, 15:10 |
|            |                      |       |                      |                                   |
| 08.12.2001 | L'59 Lichtenvoorde   | 3:1   | DJK Karbach          | 25:18, 19:25, 25:22, 25:22        |
| 08.12.2001 | Lewski Siconco Sofia | 3:2   | CV Benidorm          | 25:22, 25:23, 15:25, 16:25, 15:9  |
|            |                      |       |                      |                                   |
| 09.12.2001 | L'59 Lichtenvoorde   | 0:3   | Lewski Siconco Sofia | 24:26, 20:25, 27:29               |
| 09.12.2001 | DJK Karbach          | 2:3   | CV Benidorm          | 25;23, 25:21, 20:25, 23:25, 11:15 |

#### Grupa B
Vila Nova de Famalicão
Tabela
| Lp. | Drużyna          | Pkt | Mecze | Mecze | Mecze | Sety | Sety | Sety  | Małe punkty | Małe punkty | Małe punkty |
| Lp. | Drużyna          | Pkt | M     | W     | P     | wyg. | prz. | ratio | zdob.       | str.        | ratio       |
| --- | ---------------- | --- | ----- | ----- | ----- | ---- | ---- | ----- | ----------- | ----------- | ----------- |
| 1   | Sliedrecht Sport | 5   | 3     | 2     | 1     | 7    | 3    | 2.333 | 235         | 192         | 1.224       |
| 2   | Poštar Belgrad   | 5   | 3     | 2     | 1     | 6    | 4    | 1.500 | 228         | 197         | 1.157       |
| 3   | Famalicense AC   | 5   | 3     | 2     | 1     | 6    | 4    | 1.500 | 225         | 214         | 1.051       |
| 4   | VBC Glaronia     | 3   | 3     | 0     | 3     | 1    | 9    | 0.111 | 163         | 248         | 0.657       |

Wyniki
| Data       | Drużyna 1        | Wynik | Drużyna 2        | Sety                       |
| ---------- | ---------------- | ----- | ---------------- | -------------------------- |
| 07.12.2001 | Poštar Belgrad   | 3:0   | VBC Glaronia     | 25:15, 25:14, 25:8         |
| 07.12.2001 | Famalicense AC   | 0:3   | Sliedrecht Sport | 21:25, 18:25, 13:25        |
|            |                  |       |                  |                            |
| 08.12.2001 | Sliedrecht Sport | 1:3   | Poštar Belgrad   | 25:23, 19:25, 20:25, 21:25 |
| 08.12.2001 | Famalicense AC   | 3:1   | VBC Glaronia     | 25:18, 23:25, 25:20, 25:21 |
|            |                  |       |                  |                            |
| 09.12.2001 | VBC Glaronia     | 0:3   | Sliedrecht Sport | 18:25, 14:25, 10:25        |
| 09.12.2001 | Poštar Belgrad   | 0:3   | Famalicense AC   | 17:25, 20:25, 18:25        |

#### Grupa C
La Rochette
Tabela
| Lp. | Drużyna            | Pkt | Mecze | Mecze | Mecze | Sety | Sety | Sety  | Małe punkty | Małe punkty | Małe punkty |
| Lp. | Drużyna            | Pkt | M     | W     | P     | wyg. | prz. | ratio | zdob.       | str.        | ratio       |
| --- | ------------------ | --- | ----- | ----- | ----- | ---- | ---- | ----- | ----------- | ----------- | ----------- |
| 1   | La Rochette Volley | 4   | 2     | 2     | 0     | 6    | 1    | 6.000 | 170         | 138         | 1.232       |
| 2   | Isola Tongeren     | 3   | 2     | 1     | 1     | 4    | 3    | 1.333 | 162         | 134         | 1.209       |
| 3   | Mladost Zagrzeb    | 2   | 2     | 0     | 2     | 0    | 6    | 0.000 | 90          | 150         | 0.600       |

Wyniki
| Data       | Drużyna 1          | Wynik | Drużyna 2          | Sety                       |
| ---------- | ------------------ | ----- | ------------------ | -------------------------- |
| 07.12.2001 | Isola Tongeren     | 3:0   | Mladost Zagrzeb    | 25:14, 25:15, 25:10        |
| 08.12.2001 | Mladost Zagrzeb    | 0:3   | La Rochette Volley | 19:25, 14:25, 18:25        |
| 09.12.2001 | La Rochette Volley | 3:1   | Isola Tongeren     | 20:25, 25:21, 25:18, 25:23 |

#### Grupa D
Münster
Tabela
| Lp. | Drużyna        | Pkt | Mecze | Mecze | Mecze | Sety | Sety | Sety  | Małe punkty | Małe punkty | Małe punkty |
| Lp. | Drużyna        | Pkt | M     | W     | P     | wyg. | prz. | ratio | zdob.       | str.        | ratio       |
| --- | -------------- | --- | ----- | ----- | ----- | ---- | ---- | ----- | ----------- | ----------- | ----------- |
| 1   | RC Villebon 91 | 6   | 3     | 3     | 0     | 9    | 1    | 9.000 | 243         | 133         | 1.827       |
| 2   | USC Münster    | 5   | 3     | 2     | 1     | 7    | 4    | 1.750 | 255         | 162         | 1.574       |
| 3   | Vanilla Weert  | 4   | 3     | 1     | 2     | 4    | 6    | 0.667 | 191         | 169         | 1.130       |
| 4   | Caja de Ávila  | 3   | 3     | 0     | 3     | 0    | 9    | 0.000 | 0           | 225         | 0.000       |

Wyniki
| Data       | Drużyna 1      | Wynik | Drużyna 2      | Sety                       |
| ---------- | -------------- | ----- | -------------- | -------------------------- |
| 07.12.2001 | RC Villebon 91 | 3:0   | Caja de Ávila  | 25:0, 25:0, 25:0           |
| 07.12.2001 | USC Münster    | 3:1   | Vanilla Weert  | 25:17, 19:25, 25:12, 25:15 |
|            |                |       |                |                            |
| 08.12.2001 | Vanilla Weert  | 0:3   | RC Villebon 91 | 15:25, 19:25, 13:25        |
| 08.12.2001 | Caja de Ávila  | 0:3   | USC Münster    | 0:25, 0:25, 0:25           |
|            |                |       |                |                            |
| 09.12.2001 | Caja de Ávila  | 0:3   | Vanilla Weert  | 0:25, 0:25, 0:25           |
| 09.12.2001 | USC Münster    | 1:3   | RC Villebon 91 | 22:25, 16:25, 25:18, 23:25 |

#### Grupa E
Feldkirch
Tabela
| Lp. | Drużyna             | Pkt | Mecze | Mecze | Mecze | Sety | Sety | Sety  | Małe punkty | Małe punkty | Małe punkty |
| Lp. | Drużyna             | Pkt | M     | W     | P     | wyg. | prz. | ratio | zdob.       | str.        | ratio       |
| --- | ------------------- | --- | ----- | ----- | ----- | ---- | ---- | ----- | ----------- | ----------- | ----------- |
| 1   | Universidad Granada | 6   | 3     | 3     | 0     | 9    | 1    | 9.000 | 246         | 170         | 1.447       |
| 2   | Davshanim Raanana   | 5   | 3     | 2     | 1     | 6    | 3    | 2.000 | 207         | 167         | 1.240       |
| 3   | Sparkasse Feldkirch | 4   | 3     | 1     | 2     | 4    | 6    | 0.667 | 199         | 215         | 0.926       |
| 4   | VCR Walfer          | 3   | 3     | 0     | 3     | 0    | 9    | 0.000 | 125         | 225         | 0.556       |

Wyniki
| Data       | Drużyna 1           | Wynik | Drużyna 2           | Sety                      |
| ---------- | ------------------- | ----- | ------------------- | ------------------------- |
| 07.12.2001 | Universidad Granada | 3:0   | Davshanim Raanana   | 25:18, 25:17, 25:22       |
| 07.12.2001 | Sparkasse Feldkirch | 3:0   | VCR Walfer          | 25:16, 25:15, 25:13       |
|            |                     |       |                     |                           |
| 08.12.2001 | Davshanim Raanana   | 3:0   | Sparkasse Feldkirch | 25:20, 25:23, 25:16       |
| 08.12.2001 | VCR Walfer          | 0:3   | Universidad Granada | 18:25, 18:25, 12:25       |
|            |                     |       |                     |                           |
| 09.12.2001 | Davshanim Raanana   | 3:0   | VCR Walfer          | 25:7, 25:8, 25:18         |
| 09.12.2001 | Universidad Granada | 3:1   | Sparkasse Feldkirch | 25:16, 21:25, 25:9, 25:15 |

#### Grupa F
Saloniki
Tabela
| Lp. | Drużyna                | Pkt | Mecze | Mecze | Mecze | Sety | Sety | Sety  | Małe punkty | Małe punkty | Małe punkty |
| Lp. | Drużyna                | Pkt | M     | W     | P     | wyg. | prz. | ratio | zdob.       | str.        | ratio       |
| --- | ---------------------- | --- | ----- | ----- | ----- | ---- | ---- | ----- | ----------- | ----------- | ----------- |
| 1   | Filathlitikos Saloniki | 6   | 3     | 3     | 0     | 9    | 0    | MAX   | 227         | 141         | 1.610       |
| 2   | Dauphines Charleroi    | 5   | 3     | 2     | 1     | 6    | 5    | 1.200 | 259         | 210         | 1.233       |
| 3   | CS Madeira             | 4   | 3     | 1     | 2     | 5    | 6    | 0.833 | 231         | 223         | 1.036       |
| 4   | AEK Kition             | 3   | 3     | 0     | 3     | 0    | 9    | 0.000 | 82          | 225         | 0.364       |

Wyniki
| Data       | Drużyna 1              | Wynik | Drużyna 2              | Sety                              |
| ---------- | ---------------------- | ----- | ---------------------- | --------------------------------- |
| 07.12.2001 | Filathlitikos Saloniki | 3:0   | Dauphines Charleroi    | 25:23, 27:25, 25:23               |
| 07.12.2001 | CS Madeira             | 3:0   | AEK Kition             | 25:10, 25:12, 25:13               |
|            |                        |       |                        |                                   |
| 08.12.2001 | AEK Kition             | 0:3   | Filathlitikos Saloniki | 4:25, 9:25, 7:25                  |
| 08.12.2001 | Dauphines Charleroi    | 3:2   | CS Madeira             | 25:23, 26:28, 25:20, 22:25, 15:10 |
|            |                        |       |                        |                                   |
| 09.12.2001 | Filathlitikos Saloniki | 3:0   | CS Madeira             | 25:20, 25:17, 25:13               |
| 09.12.2001 | Dauphines Charleroi    | 3:0   | AEK Kition             | 25:7, 25:10, 25:10                |

#### Grupa G
Lipieck
Tabela
| Lp. | Drużyna              | Pkt | Mecze | Mecze | Mecze | Sety | Sety | Sety  | Małe punkty | Małe punkty | Małe punkty |
| Lp. | Drużyna              | Pkt | M     | W     | P     | wyg. | prz. | ratio | zdob.       | str.        | ratio       |
| --- | -------------------- | --- | ----- | ----- | ----- | ---- | ---- | ----- | ----------- | ----------- | ----------- |
| 1   | Stinol Lipieck       | 6   | 3     | 3     | 0     | 9    | 0    | MAX   | 225         | 147         | 1.531       |
| 2   | İller Bankası Ankara | 5   | 3     | 2     | 1     | 6    | 3    | 2.000 | 206         | 160         | 1.288       |
| 3   | Galychanka Termopile | 4   | 3     | 1     | 2     | 3    | 7    | 0.429 | 190         | 222         | 0.856       |
| 4   | DHG Odense           | 3   | 3     | 0     | 3     | 1    | 9    | 0.111 | 158         | 250         | 0.632       |

Wyniki
| Data       | Drużyna 1            | Wynik | Drużyna 2            | Sety                       |
| ---------- | -------------------- | ----- | -------------------- | -------------------------- |
| 07.12.2001 | Galychanka Termopile | 3:1   | DHG Odense           | 25:27, 25:10, 25:21, 25:14 |
| 07.12.2001 | Stinol Lipieck       | 3:0   | İller Bankası Ankara | 25:21, 25:17, 25:18        |
|            |                      |       |                      |                            |
| 08.12.2001 | İller Bankası Ankara | 3:0   | Galychanka Termopile | 25:11, 25:10, 25:20        |
| 08.12.2001 | DHG Odense           | 0:3   | Stinol Lipieck       | 17:25, 14:25, 11:25        |
|            |                      |       |                      |                            |
| 09.12.2001 | DHG Odense           | 0:3   | İller Bankası Ankara | 12:25, 20:25, 12:25        |
| 09.12.2001 | Stinol Lipieck       | 3:0   | Galychanka Termopile | 25:13, 25:18, 25:18        |

#### Grupa H
Katrineholm
Tabela
| Lp. | Drużyna         | Pkt | Mecze | Mecze | Mecze | Sety | Sety | Sety  | Małe punkty | Małe punkty | Małe punkty |
| Lp. | Drużyna         | Pkt | M     | W     | P     | wyg. | prz. | ratio | zdob.       | str.        | ratio       |
| --- | --------------- | --- | ----- | ----- | ----- | ---- | ---- | ----- | ----------- | ----------- | ----------- |
| 1   | Skra Warszawa   | 6   | 3     | 3     | 0     | 9    | 0    | MAX   | 225         | 160         | 1.406       |
| 2   | ŽOK Rijeka      | 5   | 3     | 2     | 1     | 6    | 4    | 1.500 | 229         | 216         | 1.060       |
| 3   | Katrineholms VK | 4   | 3     | 1     | 2     | 4    | 6    | 0.667 | 204         | 226         | 0.903       |
| 4   | Klepp VBK       | 3   | 3     | 0     | 3     | 0    | 9    | 0.000 | 169         | 225         | 0.751       |

Wyniki
| Data       | Drużyna 1       | Wynik | Drużyna 2       | Sety                       |
| ---------- | --------------- | ----- | --------------- | -------------------------- |
| 07.12.2001 | Skra Warszawa   | 3:0   | ŽOK Rijeka      | 25:21, 25:16, 25:19        |
| 07.12.2001 | Klepp VBK       | 0:3   | Katrineholms VK | 23:25, 18:25, 12:25        |
|            |                 |       |                 |                            |
| 08.12.2001 | ŽOK Rijeka      | 3:0   | Klepp VBK       | 25:19, 25:21, 25:22        |
| 08.12.2001 | Katrineholms VK | 0:3   | Skra Warszawa   | 15:25, 18:25, 17:25        |
|            |                 |       |                 |                            |
| 09.12.2001 | Klepp VBK       | 0:3   | Skra Warszawa   | 19:25, 15:25, 20:25        |
| 09.12.2001 | Katrineholms VK | 1:3   | ŽOK Rijeka      | 22:25, 12:25, 25:23, 20:25 |

#### Grupa I
Baranowice
Tabela
| Lp. | Drużyna               | Pkt | Mecze | Mecze | Mecze | Sety | Sety | Sety  | Małe punkty | Małe punkty | Małe punkty |
| Lp. | Drużyna               | Pkt | M     | W     | P     | wyg. | prz. | ratio | zdob.       | str.        | ratio       |
| --- | --------------------- | --- | ----- | ----- | ----- | ---- | ---- | ----- | ----------- | ----------- | ----------- |
| 1   | Atlant Baranowice     | 6   | 3     | 3     | 0     | 9    | 1    | 9.000 | 247         | 169         | 1.462       |
| 2   | Dinamo Bukareszt      | 5   | 3     | 2     | 1     | 7    | 5    | 1.400 | 264         | 244         | 1.082       |
| 3   | Crvena zvezda Belgrad | 4   | 3     | 1     | 2     | 5    | 6    | 0.833 | 232         | 221         | 1.050       |
| 4   | Dobrinja Sarajewo     | 3   | 3     | 0     | 3     | 0    | 9    | 0.000 | 116         | 225         | 0.516       |

Wyniki
| Data       | Drużyna 1             | Wynik | Drużyna 2             | Sety                              |
| ---------- | --------------------- | ----- | --------------------- | --------------------------------- |
| 07.12.2001 | Crvena zvezda Belgrad | 2:3   | Dinamo Bukareszt      | 12:25, 30:28, 23:25, 25:20, 11:15 |
| 07.12.2001 | Atlant Baranowice     | 3:0   | Dobrinja Sarajewo     | 25:14, 25:12, 25:11               |
|            |                       |       |                       |                                   |
| 08.12.2001 | Dobrinja Sarajewo     | 0:3   | Dinamo Bukareszt      | 18:25, 20:25, 8:25                |
| 08.12.2001 | Atlant Baranowice     | 3:0   | Crvena zvezda Belgrad | 25:17, 25:16, 25:23               |
|            |                       |       |                       |                                   |
| 09.12.2001 | Crvena zvezda Belgrad | 3:0   | Dobrinja Sarajewo     | 25:8, 25:11, 25:14                |
| 09.12.2001 | Dinamo Bukareszt      | 1:3   | Atlant Baranowice     | 12:25, 23:25, 25:22, 16:25        |

#### Grupa J
Klagenfurt
Tabela
| Lp. | Drużyna                   | Pkt | Mecze | Mecze | Mecze | Sety | Sety | Sety  | Małe punkty | Małe punkty | Małe punkty |
| Lp. | Drużyna                   | Pkt | M     | W     | P     | wyg. | prz. | ratio | zdob.       | str.        | ratio       |
| --- | ------------------------- | --- | ----- | ----- | ----- | ---- | ---- | ----- | ----------- | ----------- | ----------- |
| 1   | Panathinaikos Ateny       | 6   | 3     | 3     | 0     | 9    | 0    | MAX   | 225         | 130         | 1.731       |
| 2   | "Die Kärntner" Klagenfurt | 5   | 3     | 2     | 1     | 6    | 4    | 1.500 | 220         | 191         | 1.152       |
| 3   | VC Mamer                  | 4   | 3     | 1     | 2     | 4    | 6    | 0.667 | 188         | 231         | 0.814       |
| 4   | ŽOK Vukovar               | 3   | 3     | 0     | 3     | 0    | 9    | 0.000 | 145         | 226         | 0.642       |

Wyniki
| Data       | Drużyna 1                 | Wynik | Drużyna 2                 | Sety                       |
| ---------- | ------------------------- | ----- | ------------------------- | -------------------------- |
| 07.12.2001 | Panathinaikos Ateny       | 3:0   | VC Mamer                  | 25:15, 25:14, 25:11        |
| 07.12.2001 | "Die Kärntner" Klagenfurt | 3:0   | ŽOK Vukovar               | 25:18, 25:18, 25:8         |
|            |                           |       |                           |                            |
| 08.12.2001 | ŽOK Vukovar               | 0:3   | Panathinaikos Ateny       | 13:25, 15:25, 14:25        |
| 08.12.2001 | VC Mamer                  | 1:3   | "Die Kärntner" Klagenfurt | 25:22, 12:25, 18:25, 17:25 |
|            |                           |       |                           |                            |
| 09.12.2001 | ŽOK Vukovar               | 0:3   | VC Mamer                  | 24:26, 21:25, 14:25        |
| 09.12.2001 | "Die Kärntner" Klagenfurt | 0:3   | Panathinaikos Ateny       | 18:25, 17:25, 13:25        |

#### Grupa K
Bacău
Tabela
| Lp. | Drużyna                   | Pkt | Mecze | Mecze | Mecze | Sety | Sety | Sety  | Małe punkty | Małe punkty | Małe punkty |
| Lp. | Drużyna                   | Pkt | M     | W     | P     | wyg. | prz. | ratio | zdob.       | str.        | ratio       |
| --- | ------------------------- | --- | ----- | ----- | ----- | ---- | ---- | ----- | ----------- | ----------- | ----------- |
| 1   | Universitatea Amici Bacău | 6   | 3     | 3     | 0     | 9    | 0    | MAX   | 227         | 155         | 1.465       |
| 2   | Speks-R Ryga              | 5   | 3     | 2     | 1     | 6    | 3    | 2.000 | 219         | 162         | 1.352       |
| 3   | Apollon Limassol          | 4   | 3     | 1     | 2     | 3    | 6    | 0.500 | 155         | 150         | 1.033       |
| 4   | VC Tirana                 | 3   | 3     | 0     | 3     | 0    | 9    | 0.000 | 91          | 225         | 0.404       |

Wyniki
| Data       | Drużyna 1                 | Wynik | Drużyna 2                 | Sety                |
| ---------- | ------------------------- | ----- | ------------------------- | ------------------- |
| 07.12.2001 | VC Tirana                 | 0:3   | Apollon Limassol          | 0:25, 0:25, 0:25    |
| 07.12.2001 | Universitatea Amici Bacău | 3:0   | Speks-R Ryga              | 25:22, 27:25, 25:22 |
|            |                           |       |                           |                     |
| 08.12.2001 | Speks-R Ryga              | 3:0   | Apollon Limassol          | 25:14, 25:10, 25:12 |
| 08.12.2001 | Universitatea Amici Bacău | 3:0   | VC Tirana                 | 25:11, 25:17, 25:14 |
|            |                           |       |                           |                     |
| 09.12.2001 | VC Tirana                 | 0:3   | Speks-R Ryga              | 14:25, 22:25, 13:25 |
| 09.12.2001 | Apollon Limassol          | 0:3   | Universitatea Amici Bacău | 19:25, 12:25, 13:25 |

#### Grupa L
Stambuł
Tabela
| Lp. | Drużyna              | Pkt | Mecze | Mecze | Mecze | Sety | Sety | Sety  | Małe punkty | Małe punkty | Małe punkty |
| Lp. | Drużyna              | Pkt | M     | W     | P     | wyg. | prz. | ratio | zdob.       | str.        | ratio       |
| --- | -------------------- | --- | ----- | ----- | ----- | ---- | ---- | ----- | ----------- | ----------- | ----------- |
| 1   | Proton Bałakowo      | 6   | 3     | 3     | 0     | 9    | 1    | 9.000 | 254         | 160         | 1.588       |
| 2   | Yeşilyurt Stambuł    | 5   | 3     | 2     | 1     | 7    | 3    | 2.333 | 236         | 201         | 1.174       |
| 3   | Kanti Schaffhausen   | 4   | 3     | 1     | 2     | 3    | 6    | 0.500 | 176         | 194         | 0.907       |
| 4   | Anorthosis Famagosta | 3   | 3     | 0     | 3     | 0    | 9    | 0.000 | 114         | 225         | 0.507       |

Wyniki
| Data       | Drużyna 1            | Wynik | Drużyna 2            | Sety                       |
| ---------- | -------------------- | ----- | -------------------- | -------------------------- |
| 07.12.2001 | Kanti Schaffhausen   | 0:3   | Proton Bałakowo      | 18:25, 15:25, 16:25        |
| 07.12.2001 | Anorthosis Famagosta | 0:3   | Yeşilyurt Stambuł    | 14:25, 19:25, 12:25        |
|            |                      |       |                      |                            |
| 08.12.2001 | Proton Bałakowo      | 3:0   | Anorthosis Famagosta | 25:11, 25:11, 25:3         |
| 08.12.2001 | Yeşilyurt Stambuł    | 3:0   | Kanti Schaffhausen   | 25:16, 25:17, 25:19        |
|            |                      |       |                      |                            |
| 09.12.2001 | Kanti Schaffhausen   | 3:0   | Anorthosis Famagosta | 25:14, 25:13, 25:17        |
| 09.12.2001 | Yeşilyurt Stambuł    | 1:3   | Proton Bałakowo      | 30:32, 25:22, 12:25, 19:25 |

### 1/8 finału
| Data       | Drużyna 1                 | Wynik | Drużyna 2                   | Sety                              |
| ---------- | ------------------------- | ----- | --------------------------- | --------------------------------- |
| 09.01.2002 | Edison Volley Modena      | 3:0   | RC Villebon 91              | 25:19, 25:18, 25:14               |
| 16.01.2002 | Edison Volley Modena      | 3:0   | RC Villebon 91              | 31:29, 25:12, 25:20               |
| 10.01.2002 | Universitatea Amici Bacău | 3:0   | Skra Warszawa               | 25:22, 25:20, 25:16               |
| 16.01.2002 | Universitatea Amici Bacău | 0:3   | Skra Warszawa               | 18:25, 10:25, 17:25               |
| 08.01.2002 | Marine Consulting Ravenna | 3:0   | Atlant Baranowice           | 25:21, 25:13, 25:20               |
| 15.01.2002 | Marine Consulting Ravenna | 3:1   | Atlant Baranowice           | 25:21, 25:18, 21:25, 25:22        |
| 10.01.2002 | Panathinaikos Atheny      | 3:0   | Filathlitikos Saloniki      | 25:13, 25:23, 25:20               |
| 16.01.2002 | Panathinaikos Atheny      | 0:3   | Filathlitikos Saloniki      | 15:25, 15:25, 19:25               |
| 09.01.2002 | Sliedrecht Sport          | 0:3   | Proton Bałakowo             | 8:25, 25:28, 16:25                |
| 16.01.2002 | Sliedrecht Sport          | 0:3   | Proton Bałakowo             | 10:25, 15:25, 19:25               |
| 10.01.2002 | Stinol Lipieck            | 3:0   | Galatasaray Stambuł         | 25:22, 35:33, 25:19               |
| 17.01.2002 | Stinol Lipieck            | 1:3   | Galatasaray Stambuł         | 22:25, 14:25, 25:20, 12:25        |
| 08.01.2002 | Lewski Siconco Sofia      | 1:3   | VenetoBanca Minetti Vicenza | 21:25, 20:25, 25:23, 19:25        |
| 17.01.2002 | Lewski Siconco Sofia      | 0:3   | VenetoBanca Minetti Vicenza | 13:25, 11:25, 20:25               |
| 09.01.2002 | La Rochette Volley        | 3:2   | Universidad Granada         | 20:25, 18:25, 28:26, 25:16, 15:10 |
| 16.01.2002 | La Rochette Volley        | 3:1   | Universidad Granada         | 22:25, 25:23, 25:23, 25:23        |

### 1/4 finału
| Data       | Drużyna 1                 | Wynik | Drużyna 2                   | Sety                              |
| ---------- | ------------------------- | ----- | --------------------------- | --------------------------------- |
| 12.02.2002 | Edison Volley Modena      | 3:0   | Skra Warszawa               | 25:17, 25:14, 25:9                |
| 13.02.2002 | Edison Volley Modena      | 3:1   | Skra Warszawa               | 25:22, 21:25, 25:14, 25:22        |
| 06.02.2002 | Marine Consulting Ravenna | 3:0   | Filathlitikos Saloniki      | 25:15, 28:26, 25:23               |
| 12.02.2002 | Marine Consulting Ravenna | 3:2   | Filathlitikos Saloniki      | 25:22, 25:14, 22:25, 21:25, 15:8  |
| 07.02.2002 | Proton Bałakowo           | 3:0   | Stinol Lipieck              | 25:23, 25:15, 25:23               |
| 14.02.2002 | Proton Bałakowo           | 3:2   | Stinol Lipieck              | 21:25, 25:18, 26:24, 17:25, 15:11 |
| 06.02.2002 | La Rochette Volley        | 1:3   | VenetoBanca Minetti Vicenza | 12:25, 25:22, 20:25, 20:25        |
| 14.02.2002 | La Rochette Volley        | 0:3   | VenetoBanca Minetti Vicenza | 20:25, 17:25, 15:25               |

### Turniej finałowy
Schio

#### Półfinał
| Data       | Drużyna 1                 | Wynik | Drużyna 2                   | Sety                |
| ---------- | ------------------------- | ----- | --------------------------- | ------------------- |
| 02.03.2002 | Edison Volley Modena      | 3:0   | Proton Bałakowo             | 25:15, 25:16, 25:15 |
| 02.03.2002 | Marine Consulting Ravenna | 3:0   | VenetoBanca Minetti Vicenza | 25:20, 25:22, 25:8  |

#### Mecz o 3. miejsce
| Data       | Drużyna 1       | Wynik | Drużyna 2                   | Sety                       |
| ---------- | --------------- | ----- | --------------------------- | -------------------------- |
| 03.03.2002 | Proton Bałakowo | 3:1   | VenetoBanca Minetti Vicenza | 25:22, 25:22, 22:25, 26:24 |

#### Finał
| Data       | Drużyna 1            | Wynik | Drużyna 2                 | Sety                       |
| ---------- | -------------------- | ----- | ------------------------- | -------------------------- |
| 03.03.2002 | Edison Volley Modena | 3:1   | Marine Consulting Ravenna | 25:21, 19:25, 25:20, 25:19 |

## Klasyfikacja końcowa
| Miejsce | Drużyna                     |
| ------- | --------------------------- |
| złoto   | Edison Volley Modena        |
| srebro  | Marine Consulting Ravenna   |
| brąz    | Proton Bałakowo             |
| 4.      | VenetoBanca Minetti Vicenza |